# Patricia Caicedo
Patricia Caicedo (Ibagué, 1969) es una soprano y musicóloga colombo-española que se especializa en el estudio y la interpretación de la canción artística latinoamericana e ibérica. en español, catalán, portugués y lenguas indígenas. También es médica de formación.

## Biografía
Nacida en la ciudad colombiana de Ibagué, Patricia Caicedo inició sus estudios musicales en la infancia, en el Conservatorio de Música del Tolima. Empezó a cantar siendo adolescente, inicialmente cantando música folclórica latinoamericana. En 1992, tras completar la carrera de medicina en la Escuela Colombiana de Medicina, inició sus estudios de canto lírico, inicialmente en el Conservatorio del Tolima y más tarde en Barcelona y Nueva York. Entre sus maestros se destacan Rocio Rios, Alfredo Kraus, Maya Maiska, y Gilberto Escobar.
En 1993 debutó profesionalmente en el Festival Internacional de Música Clásica, acompañada por Orquesta Sinfónica del Tolima. Actuó como solista en el Stabat Mater de Juan Crisóstomo Arriaga, el Stabat Mater de Pergolesi y el Requiem de Faure, además de iniciar su actividad como recitalista. En el mismo año obtiene el primer premio en el Concurso Nacional del Bambuco y en el Colono de Oro. En 1998 obtuvo el primer premio como solista de música clásica en Colombia por Sony Música. Desde entonces ha desarrollado una activa agenda de conciertos y grabaciones y actuado en Europa, Norteamérica y Sudamérica
Es especialista en el repertorio vocal ibérico y latinoamericano en español, catalán, portugués y lenguas indígenas. En esta área ha publicado once libros. Ha grabado hasta la fecha once álbumes dedicados a la canción artística latinoamericana e ibérica en español, catalán y portugués. Es invitada frecuente a dar clases magistrales, conferencias y recitales en universidades de los Estados Unidos y Europa. En 2013 obtuvo un PhD en musicología en la Universidad Complutense de Madrid. El título de su tesis doctoral el La Canción artística latinoamericana : Identidad Nacional, Performance practice y los Mundos de Arte.
Es miembro fundador de la Latin American Art Song Alliance (LAASA) y la fundadora de Mundo Arts, empresa dedicada a la promoción de la música y las artes ibéricas y latinoamericanas que tiene entre sus unidades de negocio una editorial y un sello discográfico.
En 2005, creó el Barcelona Festival of Song, curso de verano y ciclo de conciertos anual dedicados al estudio de la historia e interpretación del repertorio vocal latinoamericano e ibérico que en 2024 llega a su vigésima edición.
En 2008, Caicedo fue incluida en Who's Who in America. Publicado por Marquis, Who's Who es la publicación de referencia biográfica para las personas destacadas en los Estados Unidos y el mundo. Su inclusión representa un tributo a su disciplina y a su labor en la promoción y preservación de la música clásica latinoamericana e ibérica . En 2010 Patricia fue incluida en Who's Who in American Women y Who in the World.
En 2014, creó EYECatalunya, plataforma interactiva para la promoción internacional de los creadores catalanes. Patricia conduce las entrevistas del programa que se emiten mensualmente.
En 2020 fue elegida como miembro del Comité ejecutivo del International Music Council, institución creada por UNESCO en 1949 que tiene como misión facilitar el acceso de la música para todos. En el mismo año participó como una de las conferencistas invitadas en EUROVOX, el congreso de la Asociación Europea de profesores de canto. En agosto de 2020 fue elegida por la National Association of Teachers of Singing (NATS) de los Estados Unidos la eligió como artista destacado en el área de la diversidad.
En 2022, fue durante seis meses investigadora visitante del Iberian and Latin American Music Center de la Universidad de California Riverside. En el mismo año fue invitada a presentar clases magistrales y conferencias en numerosas universidades de los Estados Unidos, incluyendo a Montclair University, George Mason University, CalPoly, New York University, University of North Carolina School of the Arts y University of California Irvine. Presentó una Clase Magistral de Canciones artísticas Latinoamericanas e Ibéricas en el Congreso Internacional de Profesores de Canto en Vienay una conferencia sobre musicología digital en la Reunión Anual de la Sociedad Musicológica Americana en Nueva Orleans.
En 2023, Caicedo recibió invitaciones como artista y académica residente en instituciones prestigiosas, incluyendo Vanderbilt University, Eastman School of Music, Bucknell University, Texas State University, Montclair University, Boston Conservatory, Berklee School of Music, Goshen College, School of Medicine de la Universidad de Rochester y Universidad de Toronto, donde ostentó el distinguido título de Visitante John Stratton en Música 2023. Este honor, creado en honor al renombrado coleccionista de música vocal y sonido histórico grabado, John R. Stratton, tiene como objetivo traer especialistas eminentes en voz, ópera y piano colaborativo a la Facultad de Música.
Simultáneamente, el trabajo de Caicedo ganó mayor reconocimiento cuando un destacado artículo sobre sus logros fue destacado en el número de octubre de 2023 de la prestigiosa revista Classical Singer. En el mismo año, fue ponente principal en Ritmo Budapest y ofreció conferencias en instituciones de renombre como University of Vienna y Trinity College of Music.
Es creadora y presentadora de Resonances: Where Music, Health, and Identity Meet, un pódcast que refleja su formación como médica, musicóloga y cantante. En 2025 pasó a ser copresentadora de los pódcast de LA Opera Detrás del Telón (en español) y Behind the Curtain (en inglés).
Desde 1998 vive en Barcelona, España y tiene doble ciudadanía, colombiana y española.

## Publicaciones

### Libros
- Caicedo, Patricia. Twenty-Four Songs and Arias in Spanish. From the XV to the XXI Centuries: Barcelona: Mundo Arts Publications, 2024. [45]
- Latin American and Iberian Art Songs by Women Composers Vol. 2: Barcelona: Mundo Arts Publications[46]
- We are what we listen to: the impact of music on individual and social health. Barcelona: Mundoarts Publications, 2021.[47]
- Somos lo que escuchamos: impacto de la música en la salud individual y social. Barcelona: Mundoarts Publications, 2021[48]
- Latin American and Iberian Art Songs by Women Composers: Barcelona: Mundo Arts Publications, 2020[49]
- The Catalan Art Song: Signat l’amic del cor, a song cycle by Nicolás Gutiérrez: Barcelona: Mundo Arts Publications, 2020.[50]
- Spanish Diction for Singers: A Practical Guide for the Pronunciation of the Peninsular and American Spanish, Barcelona: Mundo Arts Publications, 2019.[51]
- The Latin American Art Song: Sounds of imagined nations. Maryland: Lexington Press, 2018.[52]
- Los sonidos de las naciones imaginadas: la canción artística latinoamericana en el contexto del nacionalismo musical. Barcelona: Mundo Publicaciones de Artes y Fundación Autor, 2018.[12]
- The Argentinian Art Song: Irma Urteaga, Complete songs for voice and piano, Barcelona: Mundo Arts Publications, 2018.[53]
- La Canción artística latinoamericana: Antología Crítica y Interpretive Guía para Cantantes. Barcelona: Tritó, 2005[54][55]
- La Canción artística colombiana: Jaime León, análisis y compilación de sus canciones para voz y piano. Nueva York: Mundo Arts Publications, 2009.[56][57]
- La Canción artística boliviana: Alquimia, Ciclo de Canción por Agustín Fernández. Barcelona: Mundo Publicaciones de Artes, Nueva York, MA003, 2012.
- El Barcelona Festival of Song: construyendo una narrativa para la canción Ibérica y latinoamericana. Barcelona: Mundo Publicaciones de Artes, MA004, 2014.[58]

### Artículos
Caicedo ha publicado artículos en varios temas, incluyendo:
- Caicedo, Patricia. “Water, Mirrors, and Bridges: Exploring Women’s Multifaceted Role in the Latin American and Iberian Art Song Ecosystem. VoicePrints, Journal of the New York Voice Teachers’ Association. Volume 22, Number 3, January--February 2025 [59]
- Caicedo, Patricia. “Memory, Nostalgia and Resistance: The Afro-Latin Art Song.” Diagonal: An Ibero-American Music Review Vol. 9, issue. 2 (2024): [60]
- Caicedo, Patricia. “Mujeres-agua, mujeres-espejo y mujeres-puente en la creación y promoción de la canción artística latinoamericana e ibérica.” Diagonal: An Ibero American Music Review Vol. 8, issue. 2 (2023): 47-66. [61]
- Caicedo, Patricia. “Deconstructing the Center and the Peripheries: A Proposal for a 4E Performance Practice of the Latin American Art Song ”. Journal of Singing, March/April 2021, Volume 77, No. 4, 501–507.[13][62]
- Caicedo, Patricia. “New Ways of Making Music and Being a Musician in the Digital Era.” Diagonal: An Ibero-American Music Review 5, no. 2 (2020): 66–77.[63]
- Caicedo, Patricia, “Decolonizing Classical Singers’ Minds: The Latin American and Iberian Art Song Repertoire”, Australian Voice, Volume 20, 2019.[64]
- “Marcel Duchamp y la performance practice de la canción artística latinoamericana en Música e identidades en Latinoamérica y España. Procesos, ideológicos, estéticos y creativos en el siglo XX”. Universidad Complutense de Madrid.
- “Lo Real, lo virtual y el interespacio: nuevas formas de ser músico y hacer música en la la era digital”, Actas del congreso MUCA, Universidad de Murcia, 2015.
- “The Latin American art song repertoire” in Singing. Voice of the National Association of Teachers of Singing. AOTOS, Reino Unido. Primavera, 2013.[65]
- “Discovering Latin American Soul through song and poetry' en VoicePrints, Vol. 9 Jan-Feb, 2012.[65]
- “A Guide to the Latin American Art Song Repertoire: An Annotated Catalog of Twentieth-Century Art Songs for Voice and Piano”, (review) en Latin American Music Review, Volumen 33, Número 1, Summer/Spring 2012, pp. 144@–147 | 10.1353/lat.2012.0007[66]
- “Agua, espejo y puente: El papel de la mujer en la creación, desarrollo y difusión de la canción artística latinoamericana” en Papeles de Cadiz, Universidad de Cádiz, 2006.
- “La canción artística en América Latina: formas clásicas de vender fresas en las calles”. ILAASA, University of Texas en Austin, 2003.[67]
- “Giaccomo Puccini: El hombre bajo la piel del artista En Amadeus, Núm.87, Barcelona, 2000.[68]
- “Carmen: una mujer de hoy” en Amadeus Núm.83, RBA revistas, Barcelona, 2000.
- “Aires y Sones Sudamericanos: hacia un redescubrimiento musical de América” En Amadeus Núm.78, RBA Revistas, Barcelona, 1999.[69]

## Grabaciones
- Nuestros dias: poemas de amor hechos canción. Barcelona: Mundo Arts Records, 2021.[70]
- Signat l´amic del cor. Barcelona: Mundo Arts Records, 2020.[71][72]
- Más que nunca: Colombian Art Songs by Jaime León, Barcelona: Mundo Arts Records, 2019.[73]
- Miraba la noche el alma: Art Songs by Latin American and Catalan Women Composers. Barcelona: Mundo Arts Records, 2016.[74][75]
- Amb veu de dona: Catalan Art Songs by Women Composers. Barcelona: Mundo Arts Records, 2016.[76][77]
- De Catalunya vinc… Catalan Art Songs of the XX & XX Centuries. Barcelona: Mundo Registros de Artes, 2015.[78]
- Jaime Leon: Aves y Ensueños (Catalan Art Songs of Jaime León). Barcelona: Mundo Arts Records, 2011
- Estrela É Lúa Nova - un Viaje por América Latina y España. Barcelona: Mundo Arts Records, 2011
- De Mi Corazón: Latin Songs of all times. Barcelona: Mundo Arts Records, 2010.[79]
- A mi ciudad nativa - Art Songs of Latin America, Vol. 2. Barcelona: Mundo Arts Records, 2005[80][81]
- Lied: Art Songs of Latin America. Barcelona: Edicions Albert Moraleda, 2001.[82]